# Baojun RC-5
Baojun RC-5 – samochód osobowy klasy kompaktowej produkowany pod chińską marką Baojun w latach 2020–2021 oraz jako Baojun Valli w latach 2021–2022.

## Historia i opis modelu

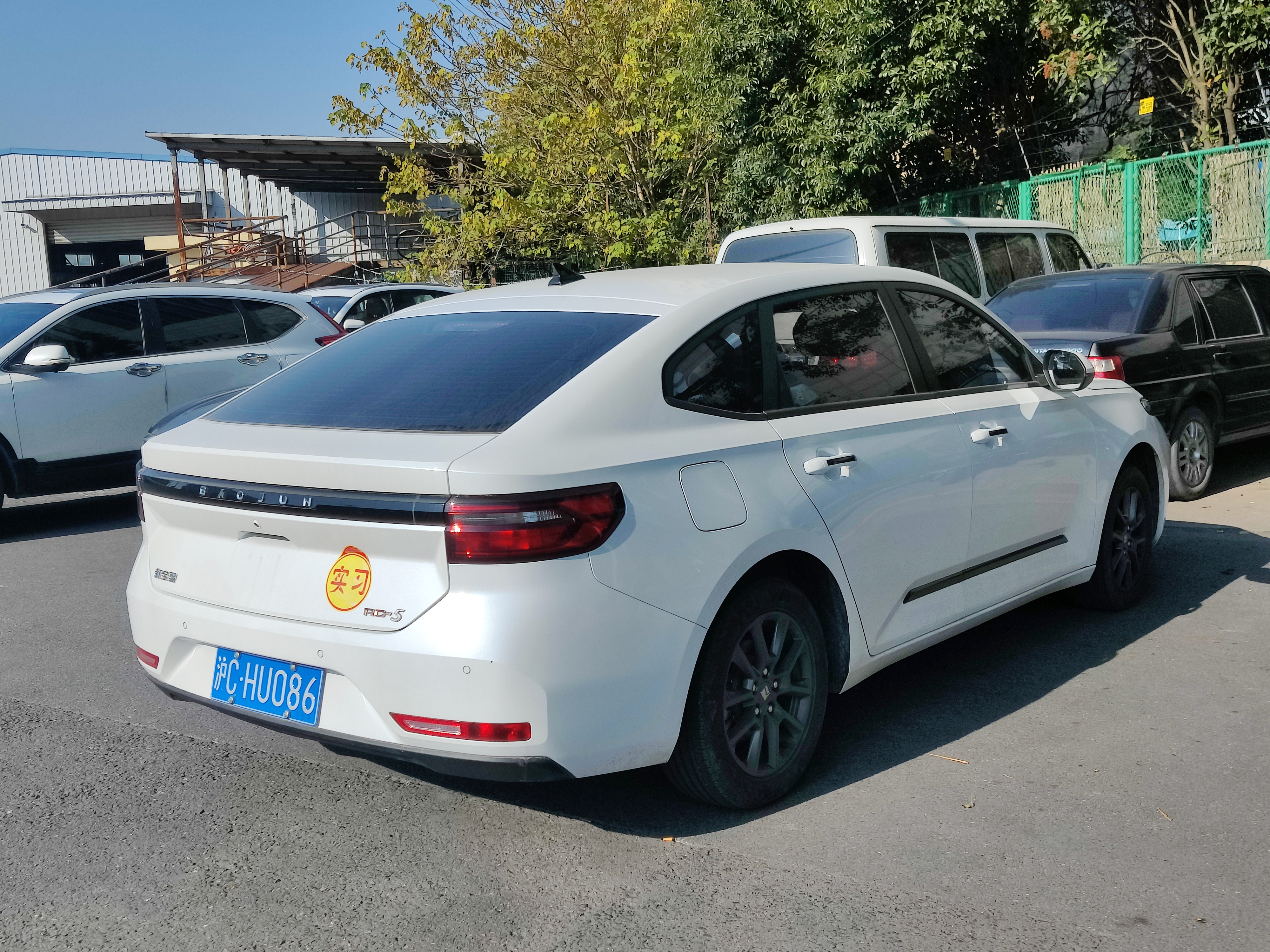
Baojun RC-5 - tył

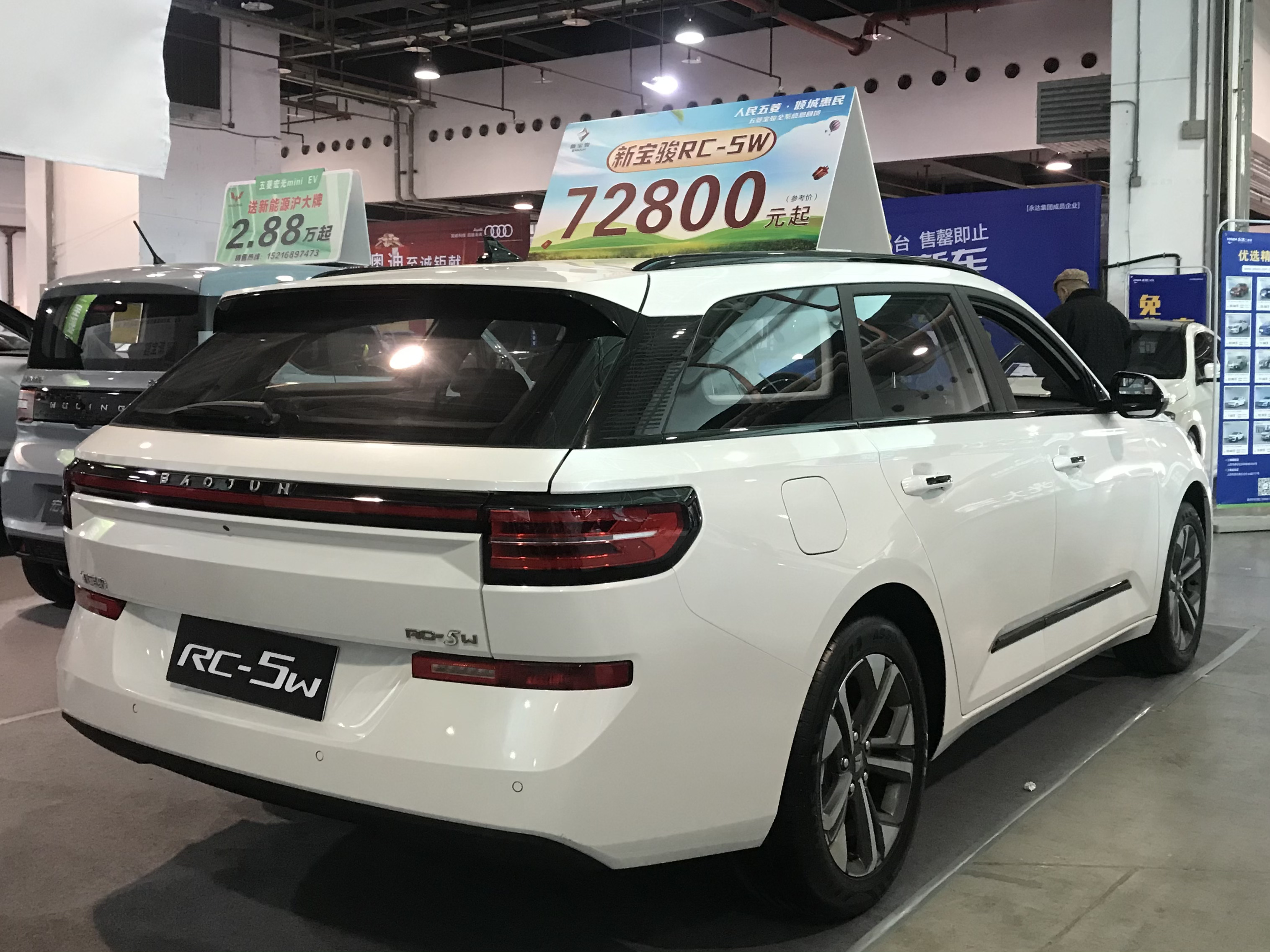
Baojun RC-5W

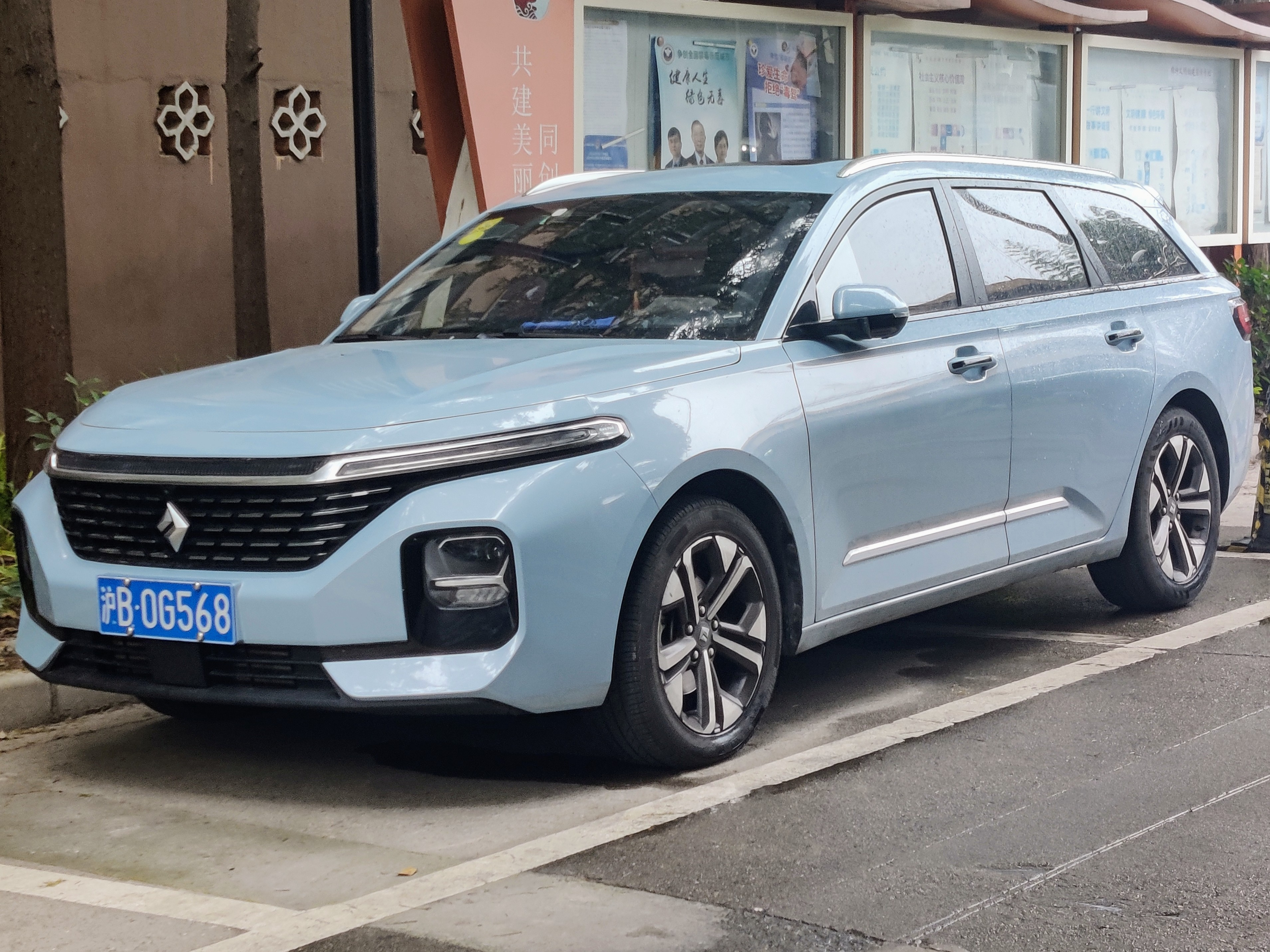
Baojun Valli

Baojun RC-5 został zaprezentowany po raz pierwszy w sierpniu 2020 roku jako kolejny element ofensywy modelowej w ramach nowej linii modelowej firmowanej hasłem New Baojun. W dotychczasowej ofercie chińskiej marki współzarządzanej przez SAIC i General Motors model RC-5 zastąpił kompaktowy model 630, w przeciwieństwie do niego przyjmując postać nie 4-drzwiowego sedana, lecz 5-drzwiowego liftbacka jak konkurencyjna Škoda Octavia.
Podobnie jak spokrewniony technicznie SUV RS-5, samochód zyskał nowe logo firmowe w kształcie rombu, a także awangardową stylizację o przydomku Interstellar Geometry odznaczają się podwójnymi reflektorami z wąskim, wysoko umieszczony pasek diod LED do jazdy dziennej, rozległy grill i niżej osadzone klosze reflektorów.
Gamę jednostek napędowych utworzyły wyłącznie czterocylindrowe jednostki napędowe o pojemności 1,5-litra. Podstawowa rozwija moc 98 KM, z kolei turbodoładowana - 145 KM.

### RC-5W/Valli
Równolegle z 5-drzwiowym liftbackiem, gamę wariantów nadwoziowych kompaktowego modelu Baojuna uzupełniło także 5-drzwiowe kombi o dłuższej nazwie Baojun RC-5W. Zyskał on wyżej poprowadzoną linię dachu, a także większą przestrzeń bagażową o pojemności do 470 litrów przy złożonym tylnym rzędzie siedzeń.
Baojun RC-5W nie odniosła spodziewanego sukcesu rynkowego po trafieniu do sprzedaży, w związku z czym producent zdecydował się użyć bardziej rozpoznawalną nazwę. W marcu 2021 roku, niespełna pół roku po rynkowym debiucie, Baojun zdecydował się nadać inną nazwę wyłącznie dla wersji kombi, przemianowując ją na Baojun Valli. Przy okazji dla celów promocji ponownego debiutu modelu, który odbył się w kwietniu 2021 podczas wystawy Shanghai Auto Show, przygotowana została linia 24 specjalnych egzemplarzy zmodyfikowanych pod kątem wizualnym, a także akcesoriów. Zmiany te nie spełniły oczekiwanych rezultatów i produkcję zakończono rok później.

### Silnik
- R4 1.5l 98 KM
- R4 1.5l Turbo 145 KM